# Thénezay
Thénezay és un municipi francès situat al departament de Deux-Sèvres i a la regió de la Nova Aquitània. L'any 2007 tenia 1.459 habitants.

## Demografia

### Població
El 2007 la població de fet de Thénezay era de 1.459 persones. Hi havia 594 famílies de les quals 184 eren unipersonals (72 homes vivint sols i 112 dones vivint soles), 195 parelles sense fills, 175 parelles amb fills i 40 famílies monoparentals amb fills.
La població ha evolucionat segons el següent gràfic:
Habitants censats

### Habitatges
El 2007 hi havia 779 habitatges, 608 eren l'habitatge principal de la família, 55 eren segones residències i 116 estaven desocupats. 716 eren cases i 60 eren apartaments. Dels 608 habitatges principals, 443 estaven ocupats pels seus propietaris, 152 estaven llogats i ocupats pels llogaters i 14 estaven cedits a títol gratuït; 9 tenien una cambra, 47 en tenien dues, 91 en tenien tres, 156 en tenien quatre i 306 en tenien cinc o més. 485 habitatges disposaven pel capbaix d'una plaça de pàrquing. A 281 habitatges hi havia un automòbil i a 245 n'hi havia dos o més.

### Piràmide de població
La piràmide de població per edats i sexe el 2009 era:
| Homes | Edats   | Dones |
| ----- | ------- | ----- |
| 0     | 95 o +  | 8     |
| 12    | 90 a 94 | 12    |
| 8     | 85 a 89 | 44    |
| 4     | 80 a 84 | 32    |
| 32    | 75 a 79 | 40    |
| 60    | 70 a 74 | 80    |
| 32    | 65 a 69 | 36    |
| 28    | 60 a 64 | 36    |
| 40    | 55 a 59 | 24    |
| 48    | 50 a 54 | 36    |
| 36    | 45 a 49 | 56    |
| 52    | 40 a 44 | 28    |
| 48    | 35 a 39 | 52    |
| 36    | 30 a 34 | 56    |
| 36    | 25 a 29 | 36    |
| 44    | 20 a 24 | 24    |
| 32    | 15 a 19 | 36    |
| 44    | 10 a 14 | 40    |
| 72    | 5 a 9   | 44    |
| 40    | 0 a 4   | 52    |

## Economia
El 2007 la població en edat de treballar era de 790 persones, 592 eren actives i 198 eren inactives. De les 592 persones actives 532 estaven ocupades (284 homes i 248 dones) i 60 estaven aturades (22 homes i 38 dones). De les 198 persones inactives 87 estaven jubilades, 44 estaven estudiant i 67 estaven classificades com a «altres inactius».

### Ingressos
El 2009 a Thénezay hi havia 614 unitats fiscals que integraven 1.425 persones, la mediana anual d'ingressos fiscals per persona era de 14.855 €.

### Activitats econòmiques
Dels 78 establiments que hi havia el 2007, 1 era d'una empresa extractiva, 3 d'empreses alimentàries, 8 d'empreses de fabricació d'altres productes industrials, 17 d'empreses de construcció, 14 d'empreses de comerç i reparació d'automòbils, 3 d'empreses de transport, 4 d'empreses d'hostatgeria i restauració, 4 d'empreses financeres, 4 d'empreses immobiliàries, 5 d'empreses de serveis, 10 d'entitats de l'administració pública i 5 d'empreses classificades com a «altres activitats de serveis».
Dels 31 establiments de servei als particulars que hi havia el 2009, 1 era una gendarmeria, 1 oficina de correu, 1 una oficina bancària, 1 funerària, 4 tallers de reparació d'automòbils i de material agrícola, 4 paletes, 3 guixaires pintors, 2 fusteries, 2 lampisteries, 3 electricistes, 2 empreses de construcció, 4 perruqueries, 2 restaurants i 1 agència immobiliària.
Dels 6 establiments comercials que hi havia el 2009, 1 era un supermercat, 1 una gran superfície de material de bricolatge, 2 fleques, 1 una carnisseria i 1 una floristeria.
L'any 2000 a Thénezay hi havia 60 explotacions agrícoles que ocupaven un total de 3.360 hectàrees.

## Equipaments sanitaris i escolars
El 2009 hi havia 1 farmàcia i 1 ambulància.
El 2009 hi havia 1 escola maternal i 2 escoles elementals. Thénezay disposava d'un col·legi d'educació secundària amb 191 alumnes.

## Poblacions més properes
El següent diagrama mostra les poblacions més properes.